# Julio María Sanguinetti
Julio María Sanguinetti Coirolo (Montevideo, 6 de enero de 1936) es un abogado, periodista, escritor y político uruguayo. Ejerció como presidente de la República Oriental del Uruguay en dos mandatos no consecutivos: de 1985 a 1990 y de 1995 a 2000.
Durante su trayectoria política ocupó diversos cargos públicos: ministro en dos ocasiones (de Educación y Cultura y de Industria y Comercio), tres veces un escaño como diputado y dos veces el escaño de senador, la última vez en 2020. También, fue secretario general del Partido Colorado en diversas ocasiones: de 1983 a 1985, de 2004 a 2009 y de 2019 a 2024.
Es autor de varios ensayos sobre temas de historia contemporánea de Uruguay, la vida y obra de Pedro Figari, entre otros temas.

## Biografía
Julio María Sanguinetti nació el 6 de enero de 1936 en el seno de una familia de inmigrantes italianos de clase media. Sus padres fueron Julio León Sanguinetti Maupe y Ema Coirolo Saravia, y su abuela materna, Regina Saravia de Coirolo, era hija del caudillo nacionalista Chiquito Saravia.
Estudió en la Escuela y Liceo Elbio Fernández. En 1955 ingresó a la Universidad de la República y se recibió como Doctor en Derecho y Ciencias Sociales en 1961. 
Está casado con la historiadora Marta Canessa, con quien tiene dos hijos, Julio Luis y Emma Sanguinetti, y cuatro nietos. Reside en la zona de Punta Carretas, en Montevideo.

### Carrera periodística
Su tarea como periodista comenzó en 1953 en el semanario Canelones. Dos años después pasó a desempeñarse como columnista del diario Acción de Montevideo, fundado por el expresidente Luis Batlle Berres. Como periodista de Acción en 1959 viajó a Cuba para cubrir la victoria de la Revolución Cubana y en 1960 a Costa Rica para cubrir la Conferencia de Cancilleres de la OEA que censuró a Cuba por su decisión de establecer relaciones con la Unión Soviética. 
En 1967 fue nombrado presidente de la Comisión Nacional de Artes Plásticas, cargo que ocupó hasta 1973, cuando renunció. Ese mismo año ingresó al diario El Día en calidad de redactor político, columnista y miembro del Consejo de Dirección. En 1974 se integró como columnista al semanario latinoamericano Visión. Un año más tarde fue nombrado presidente del Centro Regional para el Fomento del Libro en América Latina, cargo que abandonó en 1984. En 1981 fundó el semanario Correo de los Viernes, que dirigió hasta 1984, pero para el cual continúa escribiendo nuevas publicaciones.

Desde 1991 es columnista de la Agencia EFE y El País de Madrid. También es columnista de El País de Uruguay y La Nación de Argentina.
En 1998 fue designado presidente honorario del Centro Latinoamericano de Periodismo (CELAP) en Panamá.
Por su trayectoria y «permanente defensa de la ética y de la libertad en el ejercicio del periodismo» la Academia Nacional de Periodismo de Argentina lo distinguió en 2008 con el premio Pluma de Honor, en la primera entrega,

### Carrera política
Desde 1963 fue un gran protagonista de la política uruguaya. Perteneciente al Partido Colorado (partido político que alberga varias tendencias ideológicas, entre ellas la socialdemócrata) se desempeñó como ministro de Estado, diputado, senador y también como presidente de la República en las dos ocasiones que se postuló.
Ingresó al Partido Colorado en el año 1960. Tres años después asumió su cargo como diputado de la República, representando a Montevideo, su departamento natal; en ese entonces tenía solamente 27 años de edad. 
En 1964 fue miembro de la delegación uruguaya en la Primera Conferencia de Comercio y Desarrollo en Ginebra, Suiza. 
En 1965, tras el fallecimiento de Luis Batlle Berres, Sanguinetti participa en las elecciones internas de la Lista 15, acompañando a su líder Jorge Batlle Ibáñez, que resulta victorioso.
En 1966 fue reelecto como diputado por el departamento de Montevideo. En 1967 integró la Comisión Asesora del Presidente de la República para la Conferencia de Presidentes de la OEA, realizada en la ciudad uruguaya de Punta del Este.
En 1969 su vida política dio un salto positivo muy importante. El presidente Jorge Pacheco Areco lo nombró Ministro de Industria y Comercio. En 1972 asumió la presidencia Juan María Bordaberry y lo nombró Ministro de Educación y Cultura. Desde esta cartera, propició en 1972 la "Ley General de Educación N°14.101"
, que introdujo cambios sustantivos a la situación de los Entes Autónomos de la enseñanza de cada nivel (Primaria, Secundaria e Industrial) para concentrarlos en el Consejo Nacional de Educación (CONAE) como único ente autónomo para la educación pública primaria y secundaria. Esta Ley dio la potestad al CONAE de controlar y penar las actividades de los estudiantes, padres, profesores y funcionarios ante ciertas transgresiones a la laicidad y el orden público.
El 27 de octubre de 1972 Jorge Batlle es detenido en el diario Acción por las Fuerzas Armadas imputándole el delito de “ataque a la fuerza moral del Ejército” (art 58-3 del Código Penal Militar) con el agravante de “situación de peligro” (art 16-5 del citado Código). Poco tiempo después, Sanguinetti y otros ministros renuncian ante el arresto del líder de la lista 15. Meses después, el 27 de junio de 1973 el presidente Juan María Bordaberry dio un golpe de Estado. Sanguinetti se opuso públicamente al golpe y fue opositor a la dictadura militar, siendo sus derechos políticos prohibidos entre 1976 y el 29 de junio de 1981.
En los días previos al Plebiscito Nacional para legitimar el proceso militar en 1980 y a pesar de tener sus derechos proscriptos, Sanguinetti publicó un editorial en el diario El Día, mostrando una vez más su oposición a la dictadura que lentamente iba perdiendo fuerza. 
Ganado el plebiscito, Sanguinetti se postuló por el Partido Colorado en las elecciones internas de 1982, en esa ocasión se eligieron las autoridades de los diferentes partidos político y Sanguinetti ganó por mayoría. Al año siguiente fue designado secretario general del Partido Colorado. 
Fue protagonista del Pacto del Club Naval con los militares para la salida democrática, junto a otros dos partidos políticos, el Frente Amplio y la Unión Cívica, con la exclusión voluntaria del Partido Nacional.
En noviembre de 1984 ganó las elecciones presidenciales. Sería el primer Presidente constitucional, elegido democráticamente tras 13 años de dictadura cívico-militar, aunque con candidatos proscritos, como Wilson Ferreira Aldunate, líder del sector más importante del Partido Nacional, y del general Líber Seregni, líder indiscutido del Frente Amplio.

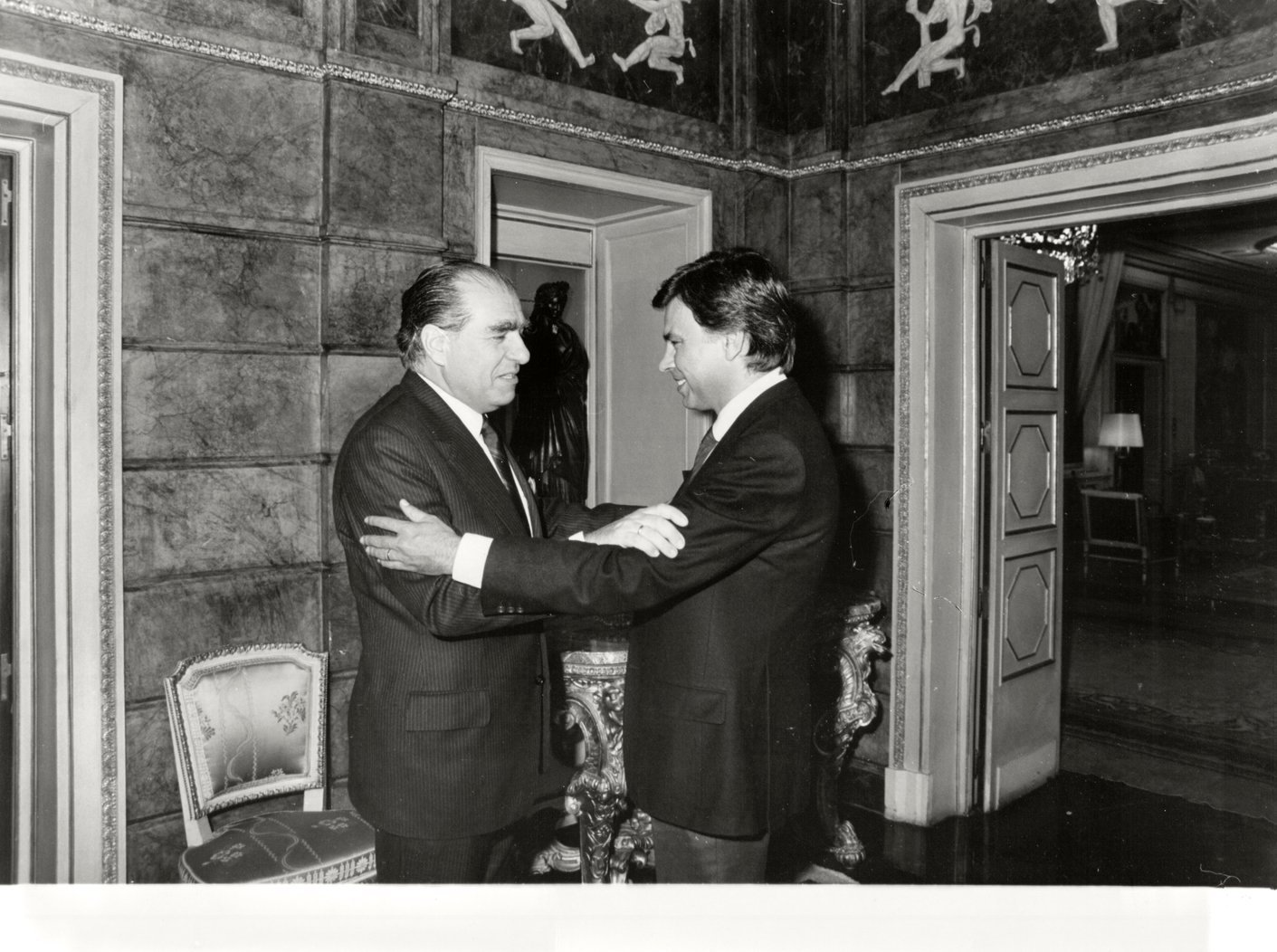
Felipe González y Sanguinetti fotografiados en marzo de 1989 en La Moncloa.

Luego de resultar electo presidente, Sanguinetti pidió al Presidente de la Suprema Corte de Justicia, Rafael Addiego Bruno que fuera él quién le pasara la banda presidencial y no quien hasta entonces se encontraba en el sillón presidencial, Gregorio Álvarez, cabeza del gobierno cívico-militar.
Estaba planificado que la banda presidencial se la entregara Addiego Bruno, quien ejerció como presidente interino debido a su condición de presidente de la Suprema Corte de Justicia. Esto se debió a un acuerdo político entre el Partido Colorado y las Fuerzas Armadas para que la banda presidencial no se transmitiera desde el presidente dictatorial Gregorio Álvarez y al presidente electo democráticamente. Finalmente quien le puso la banda presidencial a Sanguinetti, fue su vicepresidente, Enrique Tarigo.
Luego de su primer mandato como presidente le entregó el mando a Luis Alberto Lacalle el 1 de marzo de 1990. Se dedicó a su labor como periodista y escritor. No obstante, continuó trabajando dentro del Partido Colorado. Muchos lo consideraban un "candidato en espera" y, de hecho, se convirtió en un actor político de fuste a la hora de definir la vigencia de la Ley de Empresas Públicas en 1992.
A finales de 1993 volvió a ser propuesto como candidato a la presidencia de la República. El 27 de noviembre de 1994 resultó triunfador en las elecciones nacionales y volvió a ser electo como presidente del Uruguay. Asumió el 1 de marzo de 1995 hasta el 1 de marzo del 2000, cuando le entregó el mando a Jorge Batlle. En las elecciones de 1999, Sanguinetti encabezó la lista al Senado del Foro Batllista, pero luego no asumió la banca.
Durante su primer gestión se suspendieron todos los servicios de pasajeros de la Administración de Ferrocarriles del Estado y se redujo el transporte de cargas de forma considerable aunque en la siguiente gestión la empresa Ferrotransporte retomaria los servcios hasta el vencimiento de los permisos concedidos cuando AFE volvería a realizar los servicios de pasajeros.
En 2004 volvió a ser elegido como secretario general del Partido Colorado. En las elecciones nacionales del 31 de octubre de ese año fue elegido senador, en lo que fue la peor elección en la historia de su partido. Asumió como senador el 15 de febrero del 2005. Como senador mantuvo, al contrario que buena parte de su partido, una posición abiertamente liberal en términos de derechos sociales, habiendo respaldado iniciativas de vanguardia en cuanto a los derechos de los homosexuales y la legalización del aborto.
Tras las elecciones internas de junio de 2009, en las cuales el amplio vencedor fue Pedro Bordaberry, Sanguinetti finalizó su período como secretario general del partido. Se considera que también finalizó su liderazgo político, al igual que el de su correligionario y rival Jorge Batlle Ibáñez.
El 14 de febrero de 2010 finalizó su actividad parlamentaria.

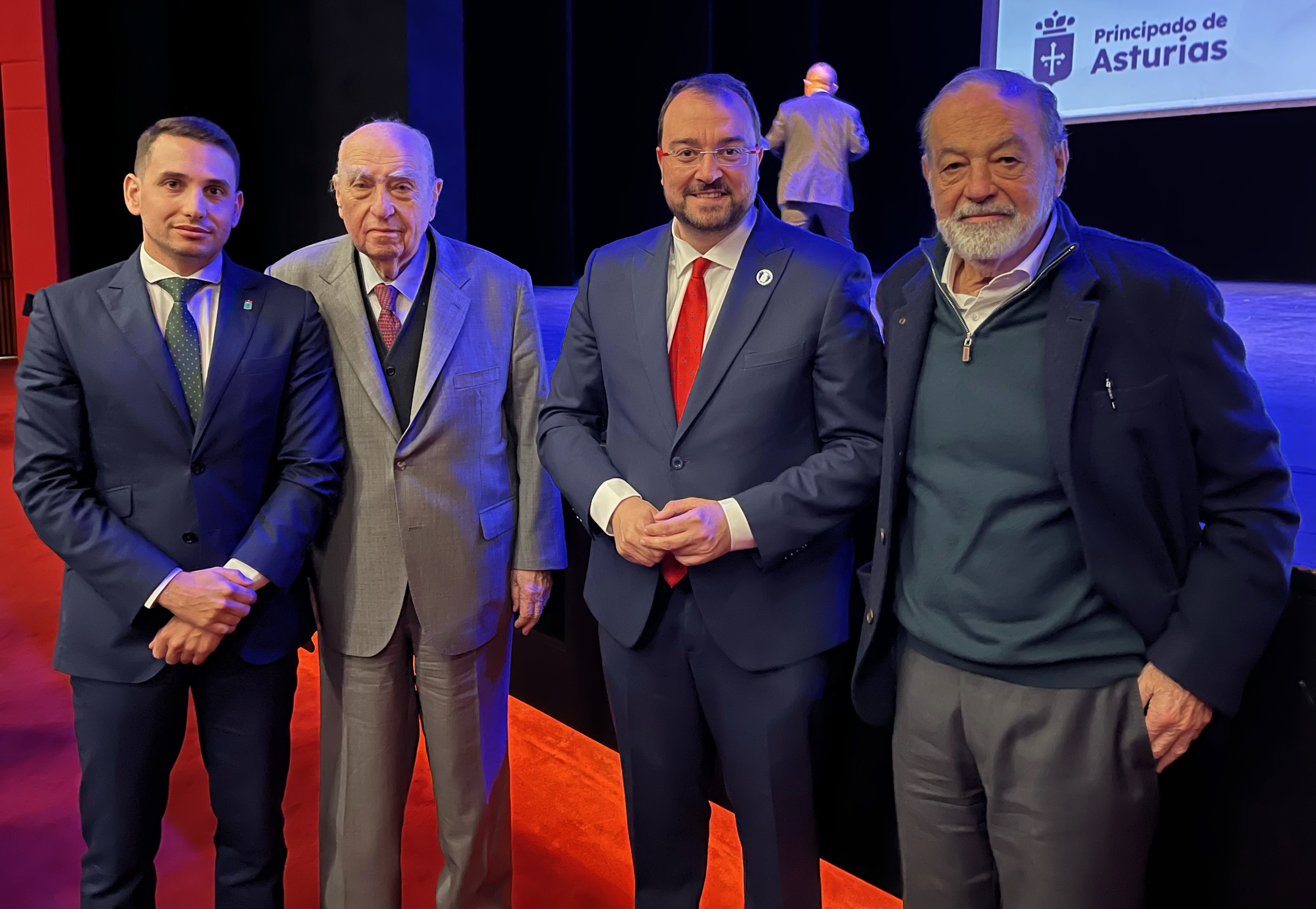
Carlos Slim, Adrian Barbón, Julio M. Sanguinetti, Juan M RiesgoVialás. Octubre 2023

En el segundo trimestre de 2018 inicia una ronda de contactos con líderes de la oposición con vistas a buscar acuerdos sobre la "construcción de una alternativa de cambio".

### Otras actividades

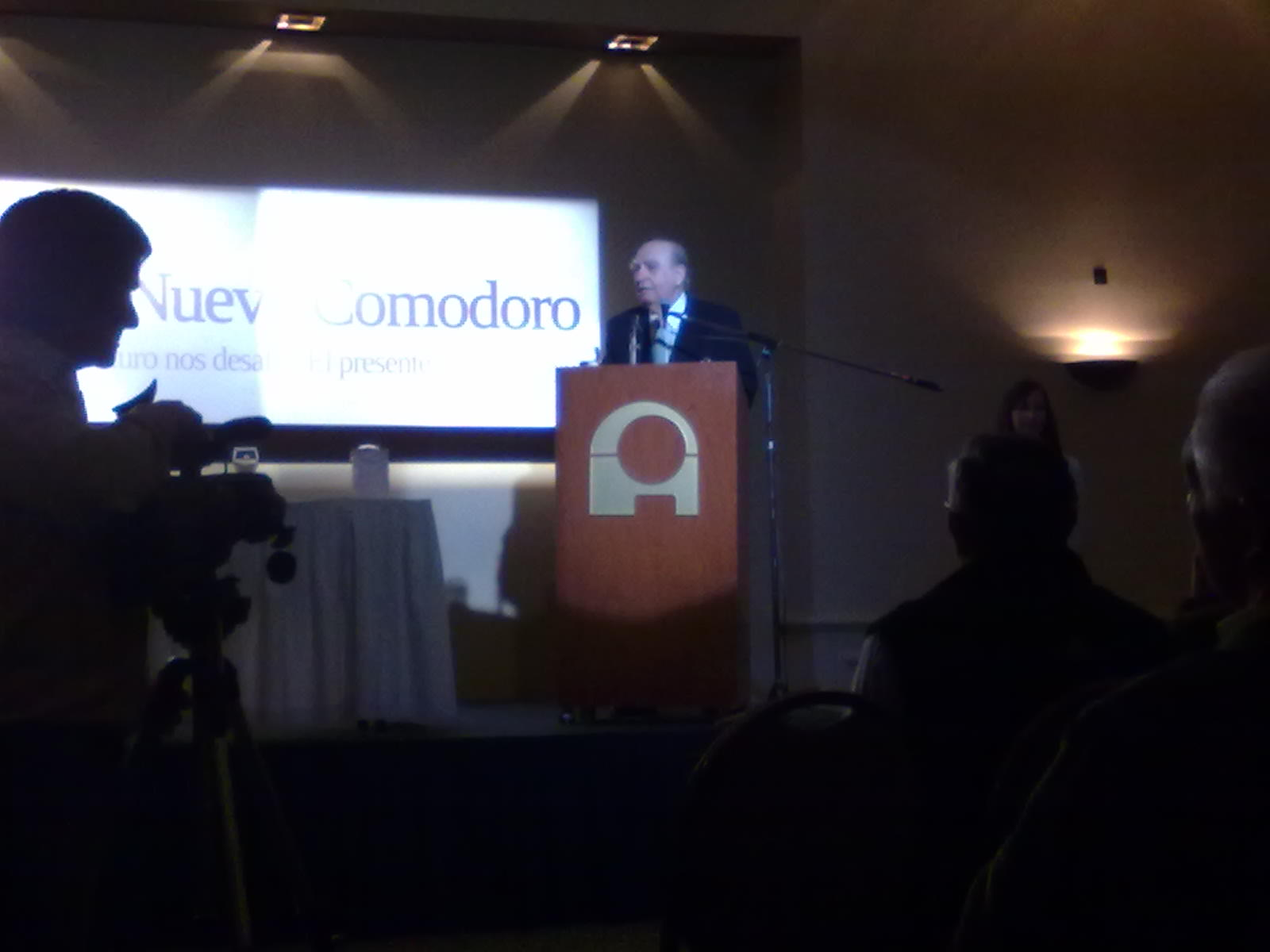
El expresidente uruguayo en una conferencia para la «Fundación Nuevo Comodoro» en la ciudad petrolera de Comodoro Rivadavia, Argentina, en agosto de 2010. Sanguinetti sigue haciendo política en conferencias por el mundo.

En 1990 dirigió el seminario sobre "Transiciones y Gobernabilidad en América Latina", en la Universidad de Georgetown de Estados Unidos. Ese mismo año preside el Instituto PAX. En 1991 dirige nuevamente un seminario, esta vez en la Universidad Complutense de Madrid donde dicta el curso "América Latina en su Laberinto". Un año más tarde preside el Primer Congreso Iberoamericano del Libro, en España. En septiembre de 1996 convocó en Montevideo a destacados políticos, intelectuales y dirigentes de organizaciones internacionales con el fin de promover un debate. Dicho debate llevaría el nombre de "Los Nuevos Caminos de América Latina". 
A dicho simposio fueron convocadas destacadas personalidades del mundo de la política y la intelectualidad, entre ellos el expresidente colombiano Belisario Betancur, el expresidente del Gobierno español Felipe González y los presidentes en ejercicio de Chile y Brasil, Ricardo Lagos y Fernando Henrique Cardoso, respectivamente. Surgiría entonces el "Círculo de Montevideo", que actúa como un foro de debate cercano a los postulados de la denominada tercera vía, desde el punto de vista latinoamericano.
En 2000 es nombrado Miembro de Honor del Instituto Histórico y Geográfico del Uruguay, y en 2001 participó en la fundación del Club de Madrid en España, en calidad de Miembro fundador. En 2002 fue miembro del Jurado de la Primera Edición del Premio Velázquez, también en España. Entre el 2003 y el 2005 participó como expositor en el III Congreso de la Lengua Española en Argentina, en la Conferencia Magistral de clausura del XVI Coloquio Cervantino Internacional en México y fue director del V Simposio Internacional en España. 
Fue vicepresidente y actualmente es presidente Honorario del Club Atlético Peñarol, uno de los clubes de fútbol más importantes de Uruguay.
Antes de serlo también fue dirigente y representante del mismo. 
En la actualidad forma parte del consejo consultivo de la Fundación Internacional de Jóvenes Líderes.

## Historia electoral

### Elecciones Presidenciales de 1984
Resultado de las elecciones de 1984 para la presidencia de la República.
| Partido político               | Candidato presidencial         | Votos al candidato             | Porcentaje en el total         | Votos al partido | Porcentaje | Senadores | Diputados | Resultado        |
| ------------------------------ | ------------------------------ | ------------------------------ | ------------------------------ | ---------------- | ---------- | --------- | --------- | ---------------- |
| Partido Colorado               | Julio María Sanguinetti        | 592.061                        | 30,67%                         | 777.701          | 40,28%     | 13/30     | 41/99     | Fórmula ganadora |
| Partido Colorado               | Jorge Pacheco Areco            | 183.801                        | 9,52%                          | 777.701          | 40,28%     | 13/30     | 41/99     |                  |
| Partido Colorado               | Adj. al lema                   | 1.839                          | 0,10%                          | 777.701          | 40,28%     | 13/30     | 41/99     |                  |
| Partido Nacional               | Alberto Zumarán                | 554.443                        | 28,71%                         | 660.773          | 34,22%     | 11/30     | 35/99     |                  |
| Partido Nacional               | Dardo Ortiz                    | 83.237                         | 4,31%                          | 660.773          | 34,22%     | 11/30     | 35/99     |                  |
| Partido Nacional               | Juan Carlos Payssé             | 21.644                         | 1,12%                          | 660.773          | 34,22%     | 11/30     | 35/99     |                  |
| Partido Nacional               | Adj. al lema                   | 1.449                          | 0,08%                          | 660.773          | 34,22%     | 11/30     | 35/99     |                  |
| Frente Amplio                  | Juan José Crottogini           | Juan José Crottogini           | Juan José Crottogini           | 401.104          | 20,77%     | 6/30      | 21/99     |                  |
| Unión Cívica                   | Juan Vicente Chiarino          | Juan Vicente Chiarino          | Juan Vicente Chiarino          | 45.841           | 2,37%      | 0/30      | 2/99      |                  |
| Partido de los Trabajadores    | Juan Vital Andrada             | Juan Vital Andrada             | Juan Vital Andrada             | 488              | 0,03%      | 0/30      | 0/99      |                  |
| Unión Patriótica               | Néstor Bolentini               | Néstor Bolentini               | Néstor Bolentini               | 302              | 0,02%      | 0/30      | 0/99      |                  |
| Convergencia Socialista        | Carlos Ceriotti                | Carlos Ceriotti                | Carlos Ceriotti                | 153              | 0,01%      | 0/30      | 0/99      |                  |
| Votos en blanco                | Votos en blanco                | Votos en blanco                | Votos en blanco                | 28.082           | 1,45%      | 1,45%     | 1,45%     | 1,45%            |
| Votos anulados                 | Votos anulados                 | Votos anulados                 | Votos anulados                 | 16.487           | 0,85%      | 0,85%     | 0,85%     | 0,85%            |
| Total de votos emitidos        | Total de votos emitidos        | Total de votos emitidos        | Total de votos emitidos        | 1.930.931        | 1.930.931  | 1.930.931 | 1.930.931 | 1.930.931        |
| Total de electores habilitados | Total de electores habilitados | Total de electores habilitados | Total de electores habilitados | 2.197.503        | 2.197.503  | 2.197.503 | 2.197.503 | 2.197.503        |

### Elecciones Presidenciales de 1994
Resultado de las elecciones de 1994 para la presidencia de la República.

| Candidato               | Partido          | Votos            | Total porcentaje partido | Resultado |
| Julio María Sanguinetti | Partido Colorado | 500.767 (24,68%) | 76,29%                   | Electo    |
| Tabaré Vázquez          | Frente Amplio    | 621.226 (30,61%) |                          |           |
| Alberto Volonté         | Partido Nacional | 301.641 (14,86%) | 47,62%                   |           |
| Rafael Michelini        | Nuevo Espacio    | 104.773 (5,16%)  |                          |           |
| Jorge Batlle            | Partido Colorado | 102.551 (5.05%)  | 15,62%                   |           |
| Jorge Pacheco Areco     | Partido Colorado | 51.926 (2,56%)   | 7,91%                    |           |

## Primera presidencia (1985-1990)
Julio María Sanguinetti asumió como Presidente Constitucional de Uruguay el 1 de marzo de 1985, tras el cambio de mando del presidente provisional, Rafael Addiego Bruno. Fue el primer presidente democráticamente electo luego de once años de dictadura militar. Asistieron numerosos jefes de Estado y Gobierno, así como delegados de todas las instituciones políticas del país.

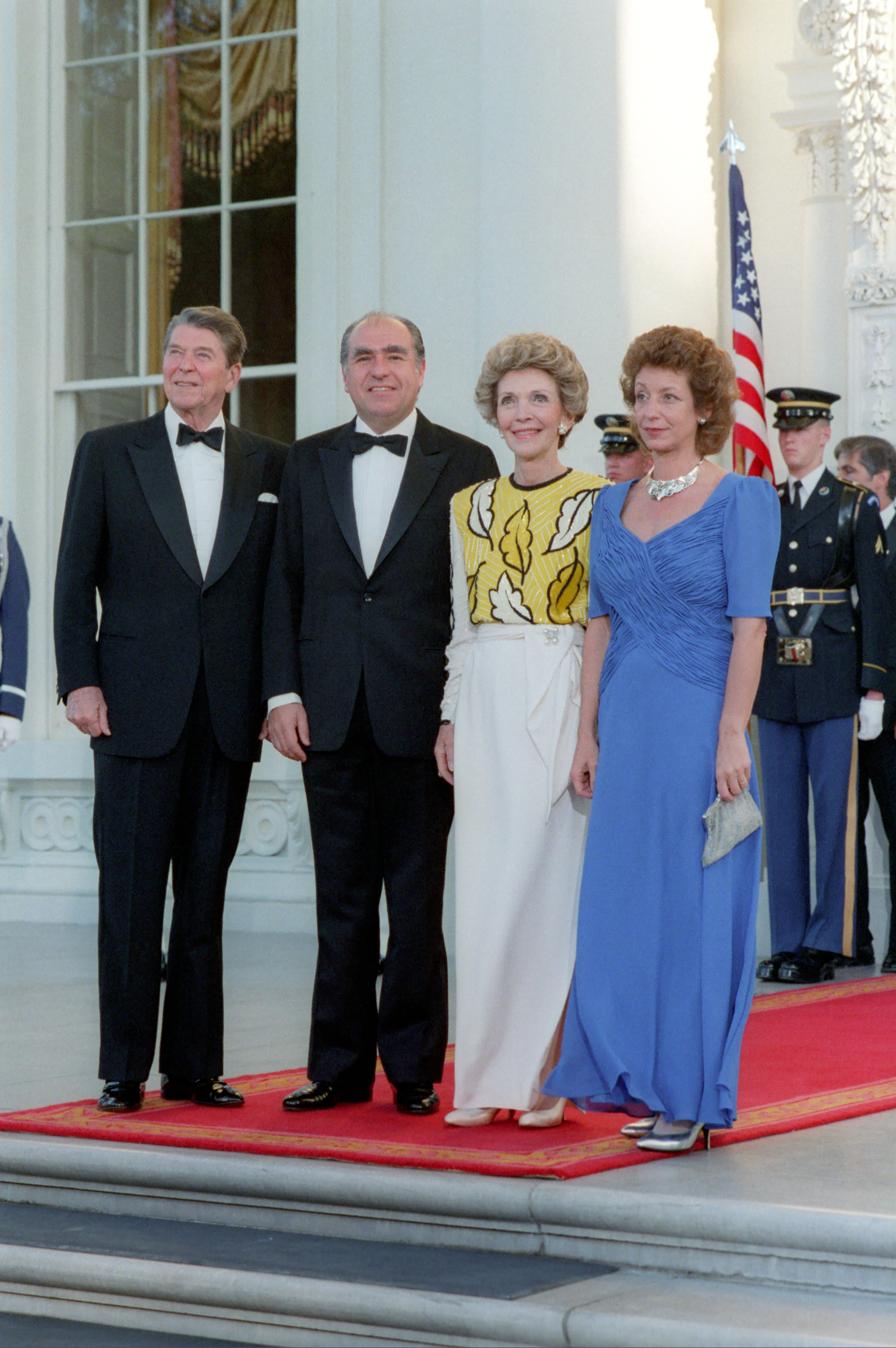
Ronald Reagan y Sanguinetti, ambos acompañados por sus esposas (Nancy Reagan y Marta Canessa, respectivamente), en la Casa Blanca.

Su primer mandato se caracterizó por una política liberal. En la polémica sobre su valoración, se invoca en su favor especialmente:
- La consolidación del régimen constitucional tras la dictadura militar.
- El carácter pacífico de la transición.
- Las medidas adoptadas en favor de las víctimas de la dictadura militar:
  - La ley de amnistía dictada en marzo de 1985 en favor de las personas que todavía permanecían detenidas, condenadas por la justicia militar por delitos políticos (Ley N.º 15.737[20]).
  - La restitución de funcionarios públicos destituidos por la dictadura, y la reparación de su carrera profesional (Ley N.º 15.783[21]).

Las críticas apuntan a diversos temas, y en especial al mantenimiento de instituciones y prácticas de la dictadura militar que recortaban la vigencia de las libertades democráticas:
- Las limitaciones de la ley de amnistía citada, que no fue total.[Nota 1]
- El sistemático bloqueo, mediante trabas sucesivas, de la investigación de los crímenes cometidos durante la dictadura, la búsqueda de los detenidos desaparecidos y el juzgamiento de los responsables:
  - Se permitió que la justicia militar (que solo podía actuar por mandato del Ministerio de Defensa Nacional) planteara contiendas de competencia a los jueces que conocían en causas promovidas sobre esos asuntos, bloqueando su tramitación.[Nota 2]
  - En agosto de 1986 el gobierno propuso la amnistía total de los delitos cometidos por la dictadura.[Nota 3]
  - En diciembre de 1986 se promovió, junto con un sector del Partido Nacional, la "Ley de Caducidad de la Pretensión Punitiva del Estado", que permitió sustraer a la actuación de la justicia todos los delitos cometidos por militares y policías durante la dictadura.[22]
  - Cuando se promovió un referéndum contra esa ley, cooordinado por la Comisión Nacional Pro Referéndum, el gobierno desplegó una actividad permanente destinada a frenar esa iniciativa, primero para evitar la obtención de las firmas necesarias, después durante su control por la Corte Electoral, y finalmente en la campaña previa a la votación.[Nota 4]
  - Una disposición legal por la que el Poder Ejecutivo debía investigar la suerte corrida por las personas detenidas y desaparecidas[Nota 5] fue aplicada por el procedimiento de encomendar esa investigación a un coronel del Ejército, aceptándose su conclusión de que no había responsabilidad de ningún servicio militar ni policial.[Nota 6]
  - Se mantuvo la autonomía de hecho de las Fuerzas Armadas. Se designó Ministro de Defensa Nacional, en 1987, al general Hugo Medina, que había cesado poco antes en el cargo de Comandante del Ejército, ejercido desde la dictadura.
  - Se toleró que los servicios policiales siguieran aplicando métodos de violencia y coerción que causaron en Montevideo, en 1989, una sucesión de muertes de detenidos en dependencias policiales, cuya investigación se impidió.

Como en Uruguay no existe la reelección presidencial inmediata, Sanguinetti impulsó a quien consideraba un buen continuador de su política gradualista, el vicepresidente Enrique Tarigo, en lo que algunos ven una forma de influencia directriz. Pero esto fue resistido por su rival interno, Jorge Batlle Ibáñez, quien desafió a Tarigo en una elección interna del Batllismo, venciéndolo por amplio margen.
Su mandato concluyó el 1 de marzo de 1990, cuando le entregó la banda presidencial a Luis Alberto Lacalle, líder del Partido Nacional.

### Gabinete del primer mandato
| Ministerio/Oficina/Secretaría                                    | Ministro/Director/Secretario | Período                                     | Subsecretario/Subdirector/Prosecretario |
| ---------------------------------------------------------------- | ---------------------------- | ------------------------------------------- | --- |
| Ministerio del Interior                                          | Carlos Manini Ríos           | 1 de marzo de 1985-2 de abril de 1986       | Eugenio V. Baroffio |
| Ministerio del Interior                                          | Antonio Marchesano           | 2 de abril de 1986-28 de julio de 1989      | Raúl Lago (3 de abril de 1986-18 de abril de 1989) Washington Baliero (18 de abril de 1989-28 de julio de 1989)                                                                                |
| Ministerio del Interior                                          | Francisco Forteza            | 28 de julio de 1989-25 de octubre de 1989   | Washington Baliero |
| Ministerio del Interior                                          | Flavio Buscasso              | 25 de octubre de 1989-1 de marzo de 1990    | Roberto Alonso Mora |
| Ministerio de Relaciones Exteriores                              | Enrique Iglesias             | 1 de marzo de 1985-9 de marzo de 1988       | Mario César Fernández (1 de marzo de 1985-4 de marzo de 1986) Alberto Rodríguez Nin (31 de marzo de 1986-11 de diciembre de 1987) Adolfo Castells (11 de diciembre de 1987-9 de marzo de 1988) |
| Ministerio de Relaciones Exteriores                              | Luis Barrios Tassano         | 9 de marzo de 1988-1 de marzo de 1990       | Ope Pasquet (9 de marzo de 1988-9 de agosto de 1989) Jorge Tálice (9 de agosto de 1989-1 de marzo de 19890)                                                                                    |
| Ministerio de Economía y Finanzas                                | Ricardo Zerbino              | 1 de marzo de 1985-1 de marzo de 1990       | Luis Mosca (1 de marzo de 1985-5 de mayo de 1989) Humberto Capote (5 de mayo de 1989-1 de marzo de 1990)                                                                                       |
| Ministerio de Defensa Nacional                                   | Juan Vicente Chiarino        | 1 de marzo de 1985-19 de noviembre de 1987  | José María Robaina Ansó |
| Ministerio de Defensa Nacional                                   | Hugo Medina                  | 19 de noviembre de 1987-1 de marzo de 1990  | Mario Ferrari Silva |
| Ministerio de Educación y Cultura                                | Adela Reta                   | 1 de marzo de 1985-1 de marzo de 1990       | Andrés Vázquez Romero (1 de marzo de 1985-25 de mayo de 1985) Julio Aguiar (5 de junio de 1985-1 de marzo de 1988) Nahum Bergstein (1 de marzo de 1988-1 de marzo de 1990)                     |
| Ministerio de Industria y Energía                                | Carlos Pirán                 | 1 de marzo de 1985-2 de abril de 1986       | Fernando Crispo Capurro |
| Ministerio de Industria y Energía                                | Jorge Presno Harán           | 2 de abril de 1986-1 de marzo de 1990       | Gustavo Cola Cancela (25 de abril de 1986-22 de septiembre de 1988) Oscar López de la Fuente (28 de septiembre de 1988-1 de marzo de 1990)                                                     |
| Ministerio de Salud Pública                                      | Raúl Ugarte                  | 1 de marzo de 1985-1 de marzo de 1990       | Samuel Villalba |
| Ministerio de Agricultura y Pesca/Ganadería, Agricultura y Pesca | Roberto Vázquez Platero      | 1 de marzo de 1985-2 de junio de 1986       | Pedro Bonino Garmendia |
| Ministerio de Agricultura y Pesca/Ganadería, Agricultura y Pesca | Pedro Bonino Garmendia       | 2 de junio de 1986-1 de marzo de 1990       | Ricardo Lombardo (10 de junio de 1986-17 de febrero de 1988) Alberto Brause (17 de febrero de 1988-9 de mayo de 1989) Alberto André (9 de mayo de 1989-1 de marzo de 1990)                     |
| Ministerio de Trabajo y Seguridad Social                         | Hugo Fernández Faingold      | 1 de marzo de 1985-5 de junio de 1989       | Renán Rodríguez Santurio |
| Ministerio de Trabajo y Seguridad Social                         | Luis Brezzo                  | 5 de junio de 1989-1 de marzo de 1990       | Jorge Acuña Balestra |
| Ministerio de Transporte y Obras Públicas                        | Jorge Sanguinetti            | 1 de marzo de 1985-21 de septiembre de 1989 | Alejandro Atchugarry |
| Ministerio de Transporte y Obras Públicas                        | Alejandro Atchugarry         | 21 de septiembre de 1989-1 de marzo del 190 | Mirta Costa de Robatto |
| Ministerio de Justicia                                           | Adela Reta                   | 1 de marzo de 1985-24 de junio de 1985      | |
| Ministerio de Turismo                                            | Alfredo Silvera Lima         | 2 de abril de 1986-2 de abril de 1987       | Fernando Crispo Capurro (3 de abril de 1986-21 de mayo de 1986) Jorge Baliñas Barbagelata (21 de mayo de 1986-2 de abril de 1987)                                                              |
| Ministerio de Turismo                                            | José Villar Gómez            | 2 de abril de 1987-1 de marzo de 1990       | Fernando Crispo Capurro (3 de abril de 1987-9 de agosto de 1988) Juan Tafernaberry (9 de agosto de 1988-1 de marzo de 1990)                                                                    |
| Oficina de Planeamiento y Presupuesto                            | Ariel Davrieux               | 1 de marzo de 1985-1 de marzo de 1990       | Agustín Canessa (10 de abril de 1985-15 de febrero de 1989) Juan Alberto Moreira (15 de febrero de 1989-1 de marzo de 1990)                                                                    |
| Secretaría de Presidencia de la República                        | Miguel Semino                | 1 de marzo de 1985-30 de noviembre de 1989  | Walter Nessi |
| Secretaría de Presidencia de la República                        | Carlos Balsa                 | 30 de noviembre de 1989-1 de marzo de 1990  | Walter Nessi |

## Segunda presidencia (1995-2000)
Su segundo mandato como Presidente Constitucional fue entre el 1 de marzo de 1995 y el 1 de marzo de 2000, habiendo sido sucedido por Jorge Batlle Ibáñez. Se convirtió en el tercer presidente reelecto por voto directo en la historia del país.
Como el mapa político estaba virtualmente dividido en tercios, Sanguinetti se abocó a la formación de una coalición de gobierno. La misma contó con amplio respaldo de todo el Partido Colorado y del Partido Nacional. Hubo una histórica participación de caudillos blancos en el gabinete colorado. El presidente del Directorio blanco Alberto Volonté ofició de vocero de la coalición ante la prensa.
Se realizaron reformas liberales en la economía, la seguridad social (creación de las AFAP), el sistema electoral (reforma constitucional de 1996 que instauró el candidato único por partido y el balotaje), la vivienda y se expandió el alcance de la enseñanza a preescolares, además de realizarse una discutida reforma en la enseñanza a manos de Germán Rama. No obstante, la inestabilidad de la región y en particular los efectos de la devaluación de la moneda brasileña llevaron al Uruguay a una recesión en el último año de su mandato que concluyó con una posterior crisis económica y bancaria en 2002.
Sanguinetti ejerció su influencia directriz en el proceso de selección del precandidato sectorial a las elecciones internas de 1999: solo los jerarcas y militantes notorios del Foro Batllista, unos 1300 en total, participaron en este acto. Resultó ungido precandidato el ministro del interior Luis Hierro López, quien se impuso sobre Hugo Fernández Faingold y Ricardo Lombardo. Pero este fue derrotado por el contrincante quincista Jorge Batlle Ibáñez, quien a su vez resultaría a la postre electo Presidente.

### Gabinete del segundo mandato
| Ministerio                                          | Nombre                         | Período     |
| --------------------------------------------------- | ------------------------------ | ----------- |
| Interior                                            | Didier Opertti Badán           | 1995 - 1998 |
| Interior                                            | Luis Hierro López              | 1998        |
| Interior                                            | Guillermo Stirling             | 1998 - 2000 |
| Relaciones Exteriores                               | Álvaro Ramos Trigo             | 1995 - 1998 |
| Relaciones Exteriores                               | Didier Opertti Badán           | 1998 - 2000 |
| Economía y Finanzas                                 | Luis Mosca                     | 1995 - 2000 |
| Defensa Nacional                                    | Raúl Iturria                   | 1995 - 1998 |
| Defensa Nacional                                    | Juan Luis Storace              | 1998 - 2000 |
| Educación y Cultura                                 | Samuel Lichtensztejn           | 1995 - 1998 |
| Educación y Cultura                                 | Yamandú Fau                    | 1998 - 2000 |
| Industria, Energía y Minería                        | Federico Slinger               | 1995 - 1996 |
| Industria, Energía y Minería                        | Julio Herrera                  | 1996 - 2000 |
| Industria, Energía y Minería                        | Primavera Garbarino            | 2000        |
| Salud Pública                                       | Alfredo Solari                 | 1995 - 1997 |
| Salud Pública                                       | Raúl Bustos                    | 1997 - 2000 |
| Ganadería, Agricultura y Pesca                      | Carlos Gasparri                | 1995 - 1998 |
| Ganadería, Agricultura y Pesca                      | Sergio Chiesa                  | 1998 - 1999 |
| Ganadería, Agricultura y Pesca                      | Ignacio Zorrilla de San Martín | 1999        |
| Ganadería, Agricultura y Pesca                      | Luis Brezzo                    | 1999 - 2000 |
| Ganadería, Agricultura y Pesca                      | Juan Notaro                    | 2000        |
| Trabajo y Seguridad Social                          | Ana Lía Piñeyrúa               | 1995 - 1999 |
| Trabajo y Seguridad Social                          | Juan Ignacio Mangado           | 1999 - 2000 |
| Transporte y Obras Públicas                         | Lucio Cáceres                  | 1995 - 2000 |
| Turismo                                             | Benito Stern                   | 1995 - 2000 |
| Vivienda, Ordenamiento Territorial y Medio Ambiente | Juan Chiruchi                  | 1995 - 1999 |
| Vivienda, Ordenamiento Territorial y Medio Ambiente | Beatriz Martínez               | 1999 - 2000 |
| OPP                                                 | Ariel Davrieux                 | 1995 - 2000 |
| Secretaría de Presidencia                           | Elías Bluth                    | 1995 - 2000 |
| Prosecretaría de Presidencia                        | Alberto Scavarelli             | 1995 - 2000 |

## Senador 2019-2020

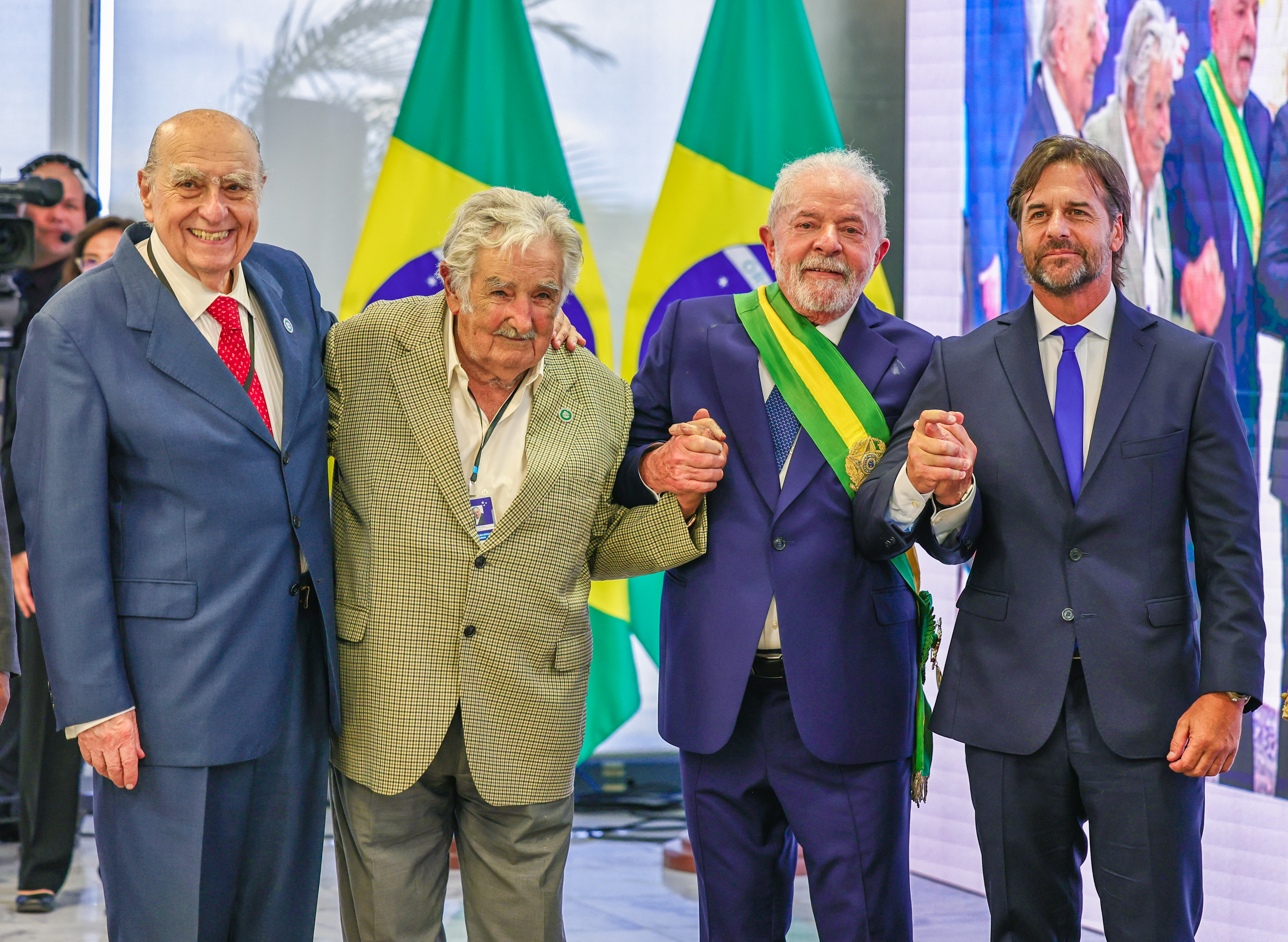
Sanguinetti, José Mujica, Luiz Inácio Lula da Silva, y Luis Lacalle Pou en la tercera inauguración de Lula en 2023.

Sanguinetti proclamó su postulación como precandidato a las internas presidenciales de junio de 2019 acompañado por el sector político Batllistas. Lo acompañaron varios de sus antiguos asesores de confianza, incluso exministros y políticos del Foro Batllista. Luego de las elecciones internas, este quedó segundo, dentro del partido.
Tras resultar electo senador en octubre de 2019, Sanguinetti manifestó su intención de colaborar desde el Parlamento con la Coalición Multicolor durante el primer año, para después abocarse a sus actividades como secretario general del Partido Colorado. Conjuntamente con Tabaré Vázquez, se considera una de las figuras de mayor perfil en el espectro político uruguayo.
Renunció a su escaño como senador el 20 de octubre de 2020, el mismo día en el que renunció al escaño Pepe Mújica, anunciando que comenzará una etapa de dedicación plena al Partido Colorado del que es secretario general.Sanguinetti dejó el cargo de secretario general el viernes 1 de marzo de 2024, y se dedicará a la campaña de la precandidatura presidencial de Tabaré Viera, candidato del sector Batllistas.

## Obras
- 1967, Alcances y aplicaciones de la nueva constitución uruguaya (Ed. IEPAL, Montevideo)
- 1967, La nueva constitución (Ed. Alfaguara, Montevideo)
- 1976, Pedro Figari. Crónica y dibujos del caso Almeida (Ed. Acalí, Montevideo)
- 1978, La Nación, el nacionalismo y otros ismos (Ed. Lapid, Montevideo)
- 1991, El Temor y la impaciencia. Ensayo sobre las transiciones democráticas en América Latina (Ed. FCE, Buenos Aires-México DF)
- 1992, El año 501 (Ed. Sudamericana, Buenos Aires)
- 1993, Un mundo sin Marx (Ed. Fundación Banco de Boston, Buenos Aires)
- 1994, Meditaciones del milenio (Arca, Montevideo)
- 2002, El doctor Figari (Ed. Aguilar, Montevideo)
- 2008, La agonía de una democracia (Ed. Taurus, Montevideo)
- 2012, La reconquista. Proceso de la restauración democrática en Uruguay (1980-1990) (Ed. Taurus, Montevideo)
- 2015, Retratos desde la memoria (Debate, Montevideo, ISBN 9789974732964).
- 2017, El cronista y la historia (ISBN 9789974881488).[32]
- 2018, La trinchera de occidente. A 70 años del Estado de Israel (Taurus, 2018)
- 2018, Luis Batlle Berres. El Uruguay del optimismo (Ed. Taurus, Montevideo)[33]
- 2022, La fuerza de las ideas: La impronta del Estado Batllista en la identidad nacional (Ed. Taurus, Montevideo)
- 2023. ¿Qué pasó en febrero de 1973? (Ed. Debate, Montevideo)
- 2024. Memorias de una pasión[34]

## Condecoraciones

### Doctorhonoris causa
- 1986, Universidad de Brasilia en Brasil
- 1988, Universidad de Moscú en Rusia
- 1994, Universidad de Asunción en Paraguay
- 1996, Universidad de Kuala Lumpur en Malasia
- 1996, Universidad de Génova en Italia
- 1996, Universidad de Bucarest en Rumania
- 1998, Universidad del Rosario en Colombia
- 1999, Universidad de Santiago de Compostela en España.[35]
- 2015, Universidad de Alicante en España.[36]

### Distinciones internacionales

Escudo como caballero de la Orden de Isabel la Católica.

- Orden del Libertador General San Martín, Grado Gran Collar - Argentina
- Orden de la Cruz del Sur, Grado Gran Collar - Brasil
- Orden de Boyacá, Grado Gran Collar - Colombia
- Orden al Mérito, Grado Gran Collar - Chile
- Orden Nacional al Mérito, Grado Gran Collar - Ecuador
- Orden Nacional José Matías Delgado, Grado Gran Cordón - El Salvador
- Caballero del collar de la Orden de Isabel la Católica - España
- Gran cruz de la Legión de Honor - Francia
- Orden del Quetzal, Grado Gran Collar - Guatemala
- Orden de Francisco Morazán, Grado Gran Collar - Honduras
- Gran Cruz adornada con el Gran Cordón de la Orden al Mérito de la República Italiana - Italia
- Orden de Vytautas El Grande 1° Clase, Grado Gran Collar - Lituania
- Orden de la Corona del Reino, Grado Gran Collar - Malasia
- Orden Mexicana del Águila Azteca, Grado Gran Collar - México
- Orden Gral. José Dolores Estrada, Grado Collar - Nicaragua
- Orden de Malta, Grado Gran Collar - Uruguay
- Orden de Manuel Amador Guerrero, Grado Gran Collar - Panamá
- Orden del Mariscal Francisco Solano López, Grado Gran Collar - Paraguay
- Orden El Sol del Perú, Grado Gran Collar - Perú
- Gran collar de la Orden del Infante Don Enrique - Portugal
- Orden al Mérito de Duarte, Sánchez y Mella, Grado Gran Collar - República Dominicana
- Orden del Libertador, Grado Gran Collar - Venezuela
- Orden de Andrés Bello, Grado Gran Cordón - Venezuela
- Premio Konex Mercosur - Argentina
- Premio Jerusalén de la Organización Sionista Mundial y la Alcaldía - Israel
- Premio "Referente de la humanidad" de la Fundación Internacional de Jóvenes Líderes - Argentina
- Medalla de Oro de Galicia - Galicia, España

### Distinciones gubernamentales
- Orden del Congreso Nacional, Grado Gran Collar - Brasil
- Ciudadano Honorario - Buenos Aires, Argentina
- Ciudadano Honorario - Chiavari, Italia
- Medalla de Oro al Amigo Generoso - Galicia, España
- Medalla Lagun Onari - País Vasco, España
- Orden del Poncho Verde, Grado Gran Cordón - Río Grande del Sur, Brasil
- Ilustre Visitante - Santiago de Chile, Chile
- Medalla del Parlamento Europeo - Estrasburgo, Francia
- Insignia de Oro de la Federación de Asociaciones de Radio y Televisión de España - España
- Medalla de la Universidad de París - La Sorbonne, Francia